# Vovinam tại Đại hội Thể thao Đông Nam Á 2023
Vovinam là một trong những môn thể thao được tranh tài tại Đại hội Thể thao Đông Nam Á 2023 ở Campuchia. Môn Vovinam  tại SEA Games 32 diễn ra từ ngày 06 tới ngày 09 tháng 05 năm 2023 tại Khu F Trung tâm Hội nghị Chroy Changvar.

## Nội dung thi đấu
Giải Vovinam sẽ bao gồm ba mươi (30) nội dung thi đấu bao gồm:
Tám (08) sự kiện đối kháng và hai mươi hai (22) sự kiện biểu diễn.
| TT                        | Sự kiện Nam                                                                          | TT | Sự kiện Nữ                                                  |
| ------------------------- | ------------------------------------------------------------------------------------ | -- | ----------------------------------------------------------- |
| Sự kiện Đối Kháng         |                                                                                      |    |                                                             |
| 1                         | 55kg                                                                                 | 1  | 60kg                                                        |
| 2                         | 60kg                                                                                 | 2  | 55kg                                                        |
| 3                         | 65kg                                                                                 | 3  | 60kg                                                        |
| 4                         | 70kg                                                                                 | 4  | 65kg                                                        |
| Sự kiện Biểu diễn mẫu đơn |                                                                                      |    |                                                             |
| 5                         | Ngũ môn quyền                                                                        | 5  | Long Hổ quyền pháp                                          |
| 6                         | Âm Dương kiếm pháp                                                                   | 6  | Âm Dương kiếm pháp                                          |
| 7                         | Nhật nguyệt đại đao pháp                                                             | 7  | Thái cực đơn đao pháp                                       |
| 8                         | Tứ tượng côn pháp                                                                    | 8  | Thập tự quyền                                               |
|                           |                                                                                      | 9  | Song dao pháp                                               |
| Mẫu đôi                   |                                                                                      |    |                                                             |
| 9                         | Đôi mã tấu pháp                                                                      | 10 | Đôi kiếm pháp                                               |
| 10                        | Đôi đao pháp                                                                         | 11 | Đôi đao pháp                                                |
| 11                        | Song luyện quyền pháp 3                                                              | 12 | Song luyện quyền pháp 1                                     |
|                           |                                                                                      | 13 | Tự vệ nữ                                                    |
| Mẫu đồng đội (4 người)    |                                                                                      |    |                                                             |
| 12                        | Chân - Kỹ Thuật Tấn Công - 4 Nam, Mỗi Người Thực Hiện 2 Kỹ Thuật Tấn Công Bằng Chân) | 14 | một (1) Nữ Phòng thủ trước ba (3) Nam có vũ khí             |
| 13                        | Huấn luyện Nhiều người - 1 Người Phòng thủ Chống lại 3 Người khác (Có Vũ khí)        | 15 | Đội Âm Dương Kiếm Pháp                                      |
| 14                        | Đội Âm Dương Kiếm Pháp                                                               |    |                                                             |
| Mẫu đồng đội (6 người)    |                                                                                      |    |                                                             |
|                           |                                                                                      | 16 | Nhóm kỹ thuật tự vệ cơ bản hỗn hợp, ba (3) Nữ và ba (3) Nam |

| Ngày | Giờ              | Nội dung |
| ---- | ---------------- | --- |
| 06/5 | 9:00 15:00       | 55kg Nữ 65kg Nam Ngũ môn quyền một (1) Nữ Phòng thủ trước ba (3) Nam có vũ khí Tứ tượng côn pháp Chung kết 55kg Nữ Chung kết 65kg Nam Song luyện quyền pháp 3 Long Hổ quyền pháp Nhóm kỹ thuật tự vệ cơ bản hỗn hợp, ba (3) Nữ và ba (3) Nam Giải đối kháng và lễ trao giải        |
| 07/5 | 9:00 15:00       | 50kg Nữ 70kg Nam Đôi mã tấu pháp Đôi kiếm pháp Thập tự quyền Chung kết 50kg Nữ Chung kết 70kg Nam Huấn luyện Nhiều người - 1 Người Phòng thủ Chống lại 3 Người khác (Có Vũ khí) Song luyện quyền pháp 1 Đội Âm Dương Kiếm Pháp Nam Giải đối kháng và lễ trao giải                  |
| 08/5 | 9:00 15:00       | 60kg Nữ 55kg Nam Nhật nguyệt đại đao pháp Đội Âm Dương Kiếm Pháp Nữ Đôi đao pháp(Nam) Chung kết 60kg Nữ Chung kết 55kg Nam Đôi đao pháp(Nữ) Thái cực đơn đao pháp Giải đối kháng và lễ trao giải                                                                                   |
| 09/5 | 9:00 15:00 20:30 | 65kg Nữ 60kg Nam Chân - Kỹ Thuật Tấn Công - 4 Nam, Mỗi Người Thực Hiện 2 Kỹ Thuật Tấn Công Bằng Chân) Âm Dương kiếm pháp(Nữ) Chung kết 65kg Nữ Chung kết 60kg Nam Tự vệ nữ Âm Dương kiếm pháp (Nam) Đôi đao pháp(Song dao pháp) Hội thi văn nghệ và Lễ trao giải Bữa tiệc chia tay |

## Bảng huy chương
| Hạng               | Đoàn               | Vàng | Bạc | Đồng | Tổng số |
| ------------------ | ------------------ | ---- | --- | ---- | ------- |
| 1                  | Campuchia          | 10   | 8   | 9    | 27      |
| 2                  | Việt Nam           | 7    | 12  | 1    | 20      |
| 3                  | Thái Lan           | 5    | 3   | 8    | 16      |
| 4                  | Myanmar            | 4    | 3   | 17   | 24      |
| 5                  | Indonesia          | 3    | 1   | 14   | 18      |
| 6                  | Lào                | 1    | 1   | 5    | 7       |
| 7                  | Philippines        | 0    | 2   | 6    | 8       |
| Tổng số (7 đơn vị) | Tổng số (7 đơn vị) | 30   | 30  | 60   | 120     |

## Danh sách huy chương

### Đối kháng

#### Nam
| Sự kiện | Vàng                                   | Bạc                                    | Đồng                                  |
| ------- | -------------------------------------- | -------------------------------------- | ------------------------------------- |
| -55 kg  | Wichian Sripaengpong · Thái Lan        | Um Nimol · Campuchia                   | Jerome Maglasang Alidon · Philippines |
| -55 kg  | Wichian Sripaengpong · Thái Lan        | Um Nimol · Campuchia                   | Kham Sisack · Lào                     |
| -60 kg  | Nguyễn Thanh Liêm · Việt Nam           | Emmanuel Dailay Cantores · Philippines | Aung Khant Zaw · Myanmar              |
| -60 kg  | Nguyễn Thanh Liêm · Việt Nam           | Emmanuel Dailay Cantores · Philippines | Ananthasak Souliyavong · Lào          |
| -65 kg  | Eh Virekkaamchhitphouthong · Campuchia | Chainarong Yawanophat · Thái Lan       | Nguyễn Viết Hà · Việt Nam             |
| -65 kg  | Eh Virekkaamchhitphouthong · Campuchia | Chainarong Yawanophat · Thái Lan       | Rhenel Guillermo Desuyo · Philippines |
| -70 kg  | Anupak Phetpoon · Thái Lan             | Truơng Văn Tuấn · Việt Nam             | I Nyoman Suryawan · Indonesia         |
| -70 kg  | Anupak Phetpoon · Thái Lan             | Truơng Văn Tuấn · Việt Nam             | Kao Vichetrach · Campuchia            |

#### Nữ
| Sự kiện | Vàng                           | Bạc                                   | Đồng                           |
| ------- | ------------------------------ | ------------------------------------- | ------------------------------ |
| -50 kg  | Rattanaphon Hanphan · Thái Lan | Hnin Thet Wai · Myanmar               | Him Danei · Campuchia          |
| -50 kg  | Rattanaphon Hanphan · Thái Lan | Hnin Thet Wai · Myanmar               | Aime Impas Ramos · Philippines |
| -55 kg  | Lê Thị Hiền · Việt Nam         | Alisa Panyasyli · Lào                 | Pech Chomno · Campuchia        |
| -55 kg  | Lê Thị Hiền · Việt Nam         | Alisa Panyasyli · Lào                 | Jerlyn Cawaren · Philippines   |
| -60 kg  | Đỗ Phương Thảo · Việt Nam      | Kesinee Tabtrai · Thái Lan            | Sok Sophy · Campuchia          |
| -60 kg  | Đỗ Phương Thảo · Việt Nam      | Kesinee Tabtrai · Thái Lan            | Hnin Nandar Oo · Myanmar       |
| -65 kg  | Bùi Thị Thảo Ngân · Việt Nam   | Hergie Tao-Wag Bacyadan · Philippines | Tayida Kosonkitja · Thái Lan   |
| -65 kg  | Bùi Thị Thảo Ngân · Việt Nam   | Hergie Tao-Wag Bacyadan · Philippines | Chuk Somaly · Campuchia        |

### Trình diễn

#### Nam
| Sự kiện                  | Vàng                                                                                       | Bạc                                                                                              | Đồng |
| ------------------------ | ------------------------------------------------------------------------------------------ | ------------------------------------------------------------------------------------------------ | --- |
| Dual Form                | Myanmar · Mana Kui · Tim Htoo Zaw                                                          | Việt Nam · Bùi Hùng Cường · Nguyễn Văn Tiến                                                      | Campuchia · Sopheaktra Meth · Sary Meth                                                                                              |
| Dual Form                | Myanmar · Mana Kui · Tim Htoo Zaw                                                          | Việt Nam · Bùi Hùng Cường · Nguyễn Văn Tiến                                                      | Lào · Phokham Phommachanh · Phoutthasin Piengpanya                                                                                   |
| Pair Knife Form          | Thái Lan · Dahalan Pohdingsamu · Phupakorn Wongthanachet                                   | Campuchia · Met Sopheaktra · Met Sary                                                            | Myanmar · Aung Khaing Lin · Hein Htet Aung                                                                                           |
| Pair Knife Form          | Thái Lan · Dahalan Pohdingsamu · Phupakorn Wongthanachet                                   | Campuchia · Met Sopheaktra · Met Sary                                                            | Indonesia · I Putu Sudharma Putra · Kadek Edey Dwipayana                                                                             |
| Pair Machete Form        | Lào · Chanthalangsy Chanthasida · Phoutthasin Piengpanya                                   | Việt Nam · Đỗ Lý Minh Toàn · Nguyễn Trường Thọ                                                   | Indonesia · Efrie Surya Perdana · I Wayan Wisma Pratama Putra                                                                        |
| Pair Machete Form        | Lào · Chanthalangsy Chanthasida · Phoutthasin Piengpanya                                   | Việt Nam · Đỗ Lý Minh Toàn · Nguyễn Trường Thọ                                                   | Myanmar · Tin Htoo Zaw · Yar Zar Tun                                                                                                 |
| Four-element Staff Form  | Sean Chanhout · Campuchia                                                                  | Tin Htoo Zaw · Myanmar                                                                           | Kadek Dwi Dharmadi · Indonesia |
| Four-element Staff Form  | Sean Chanhout · Campuchia                                                                  | Tin Htoo Zaw · Myanmar                                                                           | Phupakorn Wongthanachet · Thái Lan                                                                                                   |
| Five-gate Form           | Ly Boramy · Campuchia                                                                      | Nguyễn Tứ Cường · Việt Nam                                                                       | Dahalan Pohdingsamu · Thái Lan |
| Five-gate Form           | Ly Boramy · Campuchia                                                                      | Nguyễn Tứ Cường · Việt Nam                                                                       | Kyaw Thu Soe Aung · Myanmar |
| Leg 4x                   | Myanmar · Aung Khaing Lin · Hein Htet Aung · Kyaw Thu Soe Aung · Yan Zar Tun               | Việt Nam · Mai Đình Chiến · Vũ Duy Bảo · Nguyễn Hoàng Dũ · Lê Phi Bảo · Nguyễn Quốc Cường        | Campuchia · Chin Piseth · Chren Bunlong · Kao Vichetrach · Meth Sopheaktra · San Socheat                                             |
| Leg 4x                   | Myanmar · Aung Khaing Lin · Hein Htet Aung · Kyaw Thu Soe Aung · Yan Zar Tun               | Việt Nam · Mai Đình Chiến · Vũ Duy Bảo · Nguyễn Hoàng Dũ · Lê Phi Bảo · Nguyễn Quốc Cường        | Indonesia · I Made Khrisna Dwipayana · I Wayan Purbawa · Efrie Surya Perdana · I Kadek Mogi Bahana Lenge · Dewa Gede Tomi Sanjaya    |
| Multiple training        | Việt Nam · Mai Đình Chiến · Lê Đức Duy · Nguyễn Hoàng Tấn · Huỳnh Khắc Nguyên · Lê Phi Bảo | Campuchia · Chin Piseth · Chren Bunlong · Ny Tiza · San Socheat · Sao Savinn                     | Myanmar · Aik Soe Lin · Mana Kui · Myo Htet Zaw · Tun Win Naing                                                                      |
| Multiple training        | Việt Nam · Mai Đình Chiến · Lê Đức Duy · Nguyễn Hoàng Tấn · Huỳnh Khắc Nguyên · Lê Phi Bảo | Campuchia · Chin Piseth · Chren Bunlong · Ny Tiza · San Socheat · Sao Savinn                     | Lào · Chanthalangsy Chanthasida · Ketsadaphone Chanthasida · Khitsana Sisongkham · Phoutthasone Piengpanya · Satsada Phommavong      |
| Sun-moon Broadsword Form | Ly Boramy · Campuchia                                                                      | Huỳnh Nguyễn Khắc · Việt Nam                                                                     | Yar Zar Tun · Myanmar |
| Sun-moon Broadsword Form | Ly Boramy · Campuchia                                                                      | Huỳnh Nguyễn Khắc · Việt Nam                                                                     | Jovan Medallo · Philippines |
| Ying-yang Sword Form     | Aik Soe Lin · Myanmar                                                                      | Huỳnh Khắc Nguyên · Việt Nam                                                                     | Phupakorn Wongthanachet · Thái Lan                                                                                                   |
| Ying-yang Sword Form     | Aik Soe Lin · Myanmar                                                                      | Huỳnh Khắc Nguyên · Việt Nam                                                                     | I Gusti Agung Ngurah Suardyana · Indonesia                                                                                           |
| Ying-yang Sword Form 4x  | Campuchia · Im Langchhung · Ly Boramy · Men Sokvichheka · Meth Sary · Ny Tiza              | Việt Nam · Lê Đức Anh · Nguyễn Hoàng Du · Nguyễn Hoàng Tân · Huỳnh Khắc Nguyên · Nguyễn Mang Phi | Myanmar · Aung Khant Min · Myo Htet Zaw · Sa Wai Lyain Htwe · Tun Win Naing                                                          |
| Ying-yang Sword Form 4x  | Campuchia · Im Langchhung · Ly Boramy · Men Sokvichheka · Meth Sary · Ny Tiza              | Việt Nam · Lê Đức Anh · Nguyễn Hoàng Du · Nguyễn Hoàng Tân · Huỳnh Khắc Nguyên · Nguyễn Mang Phi | Indonesia · Dewa Gede Tomi Sanjaya · I Gusti Agung Gede Ary Wirawan · I Nyoman Suryawan · I Wayan Sumertayasa · Kadek Edey Dwipayana |

#### Nữ
| Sự kiện                       | Vàng                                                                                   | Bạc | Đồng |
| ----------------------------- | -------------------------------------------------------------------------------------- | --- | --- |
| Dual Form                     | Myanmar · Khine War Phoo · May Han Ni Aung Lwin                                        | Thái Lan · Kanyarat Bampenthan · Sutida Nakcharoensri                                                      | Indonesia · Ni Wayan Vina Puspita · Kade Ayu Mas Sasvita Dewi                                                                         |
| Dual Form                     | Myanmar · Khine War Phoo · May Han Ni Aung Lwin                                        | Thái Lan · Kanyarat Bampenthan · Sutida Nakcharoensri                                                      | Campuchia · Pov Sokha · Sok Nidanut                                                                                                   |
| Pair Knife Form               | Indonesia · Ni Made Purnami · Putu Wahana Maha Yoni                                    | Campuchia · Khorn Chansopheakneth · Sok Nidanut                                                            | Myanmar · Eain Dray Phoo · May Han Ni Aung Lwin                                                                                       |
| Pair Knife Form               | Indonesia · Ni Made Purnami · Putu Wahana Maha Yoni                                    | Campuchia · Khorn Chansopheakneth · Sok Nidanut                                                            | Thái Lan · Sutida Nakcharoensri · Thitirat Sae-oung                                                                                   |
| Dual Knife Form               | Pal Chhor Raksmy · Campuchia                                                           | Nguyễn Thị Ngọc Trâm · Việt Nam                                                                            | Manik Trisna Dewi Wetan · Indonesia                                                                                                   |
| Dual Knife Form               | Pal Chhor Raksmy · Campuchia                                                           | Nguyễn Thị Ngọc Trâm · Việt Nam                                                                            | Khine War Phoo · Myanmar |
| Pair Sword Form               | Campuchia · Pov Sokha · Soeur Chanleakhena                                             | Việt Nam · Lâm Thị Lời · Nguyễn Thị Tuyết Mai                                                              | Myanmar · Eain Dray Phoo · Su Wati Htay                                                                                               |
| Pair Sword Form               | Campuchia · Pov Sokha · Soeur Chanleakhena                                             | Việt Nam · Lâm Thị Lời · Nguyễn Thị Tuyết Mai                                                              | Indonesia · Manik Trisna Dewi Wetan · Ni Made Purnami                                                                                 |
| Aspect Broadsword Single Form | Pal Chhor Raksmy · Campuchia                                                           | Eain Dray Phoo · Myanmar                                                                                   | Janah Jaje Ochea Lavadoh · Philippines                                                                                                |
| Aspect Broadsword Single Form | Pal Chhor Raksmy · Campuchia                                                           | Eain Dray Phoo · Myanmar                                                                                   | Ni Made Ayu Ratih Daneswari · Indonesia                                                                                               |
| Cross Form                    | Sutida Nakcharoensri · Thái Lan                                                        | Em Chankanika · Campuchia                                                                                  | Phouthida Phimnasone · Lào |
| Cross Form                    | Sutida Nakcharoensri · Thái Lan                                                        | Em Chankanika · Campuchia                                                                                  | Myint Sandi Kyaw · Myanmar |
| Dragon-tiger Form             | Manik Trisna Dewi Wetan · Indonesia                                                    | Em Chankanika · Campuchia                                                                                  | Kanyarat Bampenthan · Thái Lan |
| Dragon-tiger Form             | Manik Trisna Dewi Wetan · Indonesia                                                    | Em Chankanika · Campuchia                                                                                  | Khaing Zhar Htun · Myanmar |
| Self-defence Form             | Nguyễn Thị Hoài Nương · Việt Nam                                                       | Putu Wahana Maha Yoni · Indonesia                                                                          | Chit No De Saung · Myanmar |
| Self-defence Form             | Nguyễn Thị Hoài Nương · Việt Nam                                                       | Putu Wahana Maha Yoni · Indonesia                                                                          | Pal Chhor Raksmy · Campuchia |
| Ying-yang Sword Form          | Manik Trisna Dewi Wetan · Indonesia                                                    | Pov Sokha · Campuchia                                                                                      | May Han Ni Aung Lwin · Myanmar |
| Ying-yang Sword Form          | Manik Trisna Dewi Wetan · Indonesia                                                    | Pov Sokha · Campuchia                                                                                      | Thitirat Sae-Oung · Thái Lan |
| Ying-yang Sword Form 4x       | Campuchia · Pov Sokha · Pal Chhorraksmy · Soeur Chanleakhena · Sok Nidanut · Sok Sophy | Việt Nam · Hàng Thị Diễm My · Huỳnh Thị Diệu Thảo · Mai Thị Kim Thùy · Nguyễn Thị Hoài Nương · Lâm Thị Lời | Myanmar · Chit No De Saung · Myint Sandi Kyaw · Phyo Ei Kyaw · Su Wati Htay                                                           |
| Ying-yang Sword Form 4x       | Campuchia · Pov Sokha · Pal Chhorraksmy · Soeur Chanleakhena · Sok Nidanut · Sok Sophy | Việt Nam · Hàng Thị Diễm My · Huỳnh Thị Diệu Thảo · Mai Thị Kim Thùy · Nguyễn Thị Hoài Nương · Lâm Thị Lời | Indonesia · Kade Ayu Mas Sasvita Dewi · Ni Made Purnami · Ni Wayan Vina Puspita · Putu Wahana Maha Yoni · Ni Made Ayu Ratih Daneswari |

#### Hỗn hợp
| Sự kiện            | Vàng | Bạc | Đồng |
| ------------------ | --- | --- | --- |
| Multiple training  | Việt Nam · Đoàn Hoàng Thâm · Lâm Thị Thùy My · Lê Toàn Trung · Mai Thị Kim Thùy · Lâm Trí Linh                   | Campuchia · Chen Bunlong · Met Sopheaktra · Pal Chhorraksmy · Prak Sovanny · Rith Vannary                           | Indonesia · Efrie Surya Perdana · I Gusti Agung Ngurah Suardyana · I Wayan Wisma Pratama Putra · Kade Ayu Mas Sasvita Dewi · Kadek Dwi Dharmadi                |
| Multiple training  | Việt Nam · Đoàn Hoàng Thâm · Lâm Thị Thùy My · Lê Toàn Trung · Mai Thị Kim Thùy · Lâm Trí Linh                   | Campuchia · Chen Bunlong · Met Sopheaktra · Pal Chhorraksmy · Prak Sovanny · Rith Vannary                           | Thái Lan · Dahalan Pohdingsamu · Phumin Sawatsai · Phupakorn Wongthanachet · Thitirat Sae-oung · Anupak Phetpoon                                               |
| Basic self-defence | Campuchia · Chansopheakneath Khorn · Sopheaktra Meth · Raksmy Pal Chhor · Sokha Pov · Sovanny Prak · Socheat San | Việt Nam · Lê Đức Duy · Nguyễn Hoàng Du · Huỳnh Khắc Nguyên · Nguyễn Thị Hoài Nương · Ma Thị Kim Thủy · Lâm Thị Lợi | Myanmar · Hein Htet Aung · Khaing Zar Htun · Kyaw Thu Soe Aung · Nay Lin Htet · Phyo Ei Kyaw · Thidar Min                                                      |
| Basic self-defence | Campuchia · Chansopheakneath Khorn · Sopheaktra Meth · Raksmy Pal Chhor · Sokha Pov · Sovanny Prak · Socheat San | Việt Nam · Lê Đức Duy · Nguyễn Hoàng Du · Huỳnh Khắc Nguyên · Nguyễn Thị Hoài Nương · Ma Thị Kim Thủy · Lâm Thị Lợi | Indonesia · I Kadek Mogi Bahana Lenge · I Made Khrisna Dwipayana · I Wayan Purbawa · Kade Ayu Mas Sasvita Dewi · Ni Wayan Vina Puspita · Putu Wahana Maha Yoni |